# Enciklopedija o Ćirilu i Metodu
Enciklopedija o Ćirilu i Metodu (bugarski: Кирило-Методиевска енциклопедия) je specijalizirano i sektorsko izdanje Instituta za književnost Bugarske akademije znanosti, objavljeno u 4 sveska od 1985. do 2003.
Enciklopedija sadrži podatke o razvoju starih bugarskih (staroslavenski jezik) i srednjobugarskih jezika i književnosti, kao i onih slavenskih jezika koji koriste ćirilicu. Također sadrži informacije o mnogim područjima društvenog i kulturnog srednjovjekovnog života u bugarskim zemljama, kao i informacije o srpskom, vlaškom, moldavskom i veliko-ruskom jeziku. Također pokriva povezane teme iz povijesti i arheologije, arhitekture i likovnih umjetnosti, primijenjene umjetnosti i glazbe. Prenesene informacije nalaze se u kontekstu kristijanizacije Bugarske i slavenskog svijeta u jugoistočnoj i istočnoj Europi, kao i bugarsko-bizantskih odnosa.